# Beverly Klass
Beverly Klass is een Canadese zangeres-liedjesschrijfster uit Vancouver. Haar liedjes Temple en Scarlet Skies verschenen in de televisieserie Nikita.

## Discografie
- III (1996)